# Андомско възвишение
А̀ндомското възвишение (на руски: Андомская возвышенность) е възвишение в северната част на Източноевропейската равнина, разположено в крайната югоизточна част на Република Карелия, в югозападната част на Архангелска област и крайната северозападна част на Вологодска област, Русия. Дължината му от запад на изток е около 100 km, а ширината от север на юг около 80 km и е вододел на реките оттичащи се към Онежкото езеро на запад, Бяло езеро на юг и езерото Лача на изток. Изградено е основно от варовици, със силно развити карстови форми. Повърхността му е плоска, с моренни хълмове и осеяна с многочислени малки езера със сложни форми (Лекшмозеро, Ковжко, Кемско, Айнозеро, Сойдозеро и др.). Максимална височина 293 m, разположена на територията на Вологодска област, на 3 km северозападно от езерото Сойдозеро. От него водят началото си множество малки реки принадлежащи към посочените по-горе езера. Басейна на Онежкото езеро: Колода и Сомба (леви притоци на Водла) и Андома, директно вливаща се в езерото. Басейна на Бяло езеро: Кема. Басейна на езерото Лача: Ухта, Тихманга, Лекшма.